# Лорд канцелар
Лорд канцелар (енгл. Lord Chancellor) или лорд високи канцелар (енгл. Lord High Chancellor) био је највиши судија Енглеске и Велса, својеврсни министар правде Уједињеног Краљевства и предсједавајући Дома лордова.
Данас је државни секретар за правду и чувар Великог печата. Други је по части државни великодостојник.

## Судска власт
Лорд канцелар је био судија Дома лордова и Судског комитета Државног савјета. Био је предсједник Врховног суда Енглеске и Велса и надгледао је Апелациони суд, Високи суд и Краљевски суд Енглеске и Велса. Био је такође ex officio судија Апелационог суда и предсједник Канцеларског одјељења Високог суда. Такође, лорд канцелар је одређивао састав два жалбена комитета и два апелациона комитета Дома лордова.
Међутим, судска власт Дома лордова и Судског комитета Државног савјета обично је повјеравана вишем редовном апелационом лорду (енгл. Senior Lord of Appeal in Ordinary), а задатак предсједавања Канцеларским одјељењем је повјераван вицеканцелару (сада под именом канцелар Високог суда).
Од 1867. до 1875. лорд канцелар је био највиши судија Канаде до стварања Врховног суда Канаде и дужности главног судије Канаде.

## Извршна власт
Лорд канцелар је био члан Државног савјета Уједињеног Краљевства и члан Кабинета. Његово надлештво се првобитно називало Канцеларија лорда канцелара (енгл. Lord Chancellor's Office) (1885—1971), а касније Министарство лорда канцелара (енгл. Lord Chancellor's Department) (1971—2003).
Министарство лорда канцелара је вршило правосудну управу у судовима Енглеске и Велса. Више судије (редовне апелационе лордове, лордове апелационе судије и предсједнике одјељења Високог суда) постављала је краљица на предлог лорда канцелара, док је ниже судије постављао сам лорд канцелар.
Лорду канцелару је било повјерено чување Великог печата Уједињеног Краљевства. За стављање печата је био одговоран виши грађански службеник под називом Clerk of the Crown in Chancery. Он је имао положај сталног секретара при лорду канцелару. Лорд канцелар није чувао Велики печат Шкотске нити Велики печат Сјеверне Ирске.

## Законодавна власт
Лорд канцелар је био предсједавајући Дома лордова. За разлику од спикера Дома комуна активно је учествовао у парламентарним расправама. Дисциплинска власт над лордовима је припадала Дому лордова, а не самом лорду канцелару. Фотеља предсједавајућег (woolsack) формално се налазила изван Дома лордова тако да је лорд канцелар могао предсједавати и када не би био припадник перства (енгл. peerage).
Ступањем на снагу Уставног реформског акта 2005. лорд канцелар је престао бити предсједавајући Дома лордова, а његову улогу је преузео лорд спикер (енгл. Lord Speaker). Међутим, лорд канцелар и даље може вршити почасну функцију лорда повјереника (енгл. Lord Commissioner).

## Уставна реформа
Лабуристичка влада Тонија Блера је јуна 2003. укинула Министарство лорда канцелара, а основала Министарство за уставна питања (енгл. Department for Constitutional Affairs). Лорд канцелар је истовремено постао и државни секретар за уставна питања. Фебруара 2004. предложено је да се функција лорда канцелара сасвим укине, а да се његова овлашћења пренесу на лорда главног судију, лорда спикера и државног секретара за уставна питања. Предлог закона је предвиђао и пренос судске власти Дома лордова на нови Врховни суд Уједињеног Краљевства.
Доношењем Уставног реформског акта 2005. (енгл. Constitutional Reform Act 2005) пренос овлашћења је и извршен, али државни секретар за уставна питања и даље је остао и лорд канцелар. Маја 2007. укинуто је Министарство за уставна питања, а основано Министарство правде (енгл. Ministry of Justice) на челу са државним секретаром за правду. Оно је преузело и неке надлежности Министарства унутрашњих послова (енгл. Home Office). Завршетком уставне реформе дотадашња специфична функција лорда канцелара је претворена у уобичајену министарску функцију.